# 18157 Креґврайт
18157 Креґврайт (18157 Craigwright) — астероїд головного поясу, відкритий 1 серпня 2000 року.
Тіссеранів параметр щодо Юпітера — 3,462.